# Природні арсеніти
Арсеніти є дуже рідкісними кисневмісними мінералами арсену, солі арсенітної кислоти H3AsO3. Типові місцевості, де зустрічаються такі мінерали, включають складне скарнове родовище мангану в Лонгбані (Швеція) і поліметалічне родовище Цумеб (Намібія).
Найчастішим аніоном арсеніту в мінералах є аніон AsO33−, присутній, наприклад, у рейнеріті Zn3(AsO3)2. Унікальні діарсеніт-аніони зустрічаються, наприклад, у лейтеїті Zn[As2O4] і полмуриті Pb[As2O5]. Більш складні арсеніти включають шнайдерхеніт Fe2+Fe3+3[As5O13] і ладлокіт PbFe3+4As10O22.